# راسين (كيبك)
راسين (بالإنجليزية: Racine, Quebec)‏ هي بلدية محلية في كيبيك تقع في كندا في Le Val-Saint-François Regional County Municipality. يقدر عدد سكانها بـ 1,252 نسمة ومساحتها 107.60 كم2 .